# Dipartimento di Colón (Honduras)
Il dipartimento di Colón è un dipartimento dell'Honduras nord-orientale avente come capoluogo Trujillo.
L'economia del dipartimento si basa sull'agricoltura: banane, noci di cocco, caffè, tabacco, canna da zucchero.
Il dipartimento di Colón comprende 16 comuni:
- Balfate
- Bonito Oriental
- Iriona
- Limón
- Sabá
- Santa Fe
- Santa Rosa de Aguán
- Sonaguera
- Tocoa
- Trujillo